# María Elisa López Pimentel
Elisa López  (nacida como María Elisa López Pimentel , el 26 de junio de 1980 en Ciudad de México, México) es una atleta mexicana precursora de las carreras verticales, conocidas como towerrunning, ha competido numerosas ocasiones en carreras y circuitos nacionales e internacionales.

## Reseña biográfica
Estudió la licenciatura en Educación Física en la Escuela Superior de Educación Física en el periodo 1999-2003 y actualmente se desempeña como entrenador deportivo en el Centro Deportivo Chapultepec.
Su tenacidad, entusiasmo y compromiso en cada competencia le han valido extraordinarios resultados, los que la han colocado en los primeros meses de 2018 en el 3er lugar del ranking mundial en su categoría.
Pertenece a la Federación Mexicana de Towerrunning y a la Towerrunning World Association.

## Distinciones
- Inició compitiendo en carreras de obstáculos extremas, como Spartan Race, Warrior Dash, Desafío de guerreros, Cross salvaje, The inferno, etc., manteniéndose en el top 10 de esta disciplina.
- Dio el salto a las competencias towerrunning el 26 de junio de 2016 en la Carrera Stadium Running de la Universidad Autónoma del Estado de México, en la que obtuvo el segundo lugar con un tiempo de 23.22, la cual, fue una de las primeras carreras verticales organizadas en el país de este incipiente deporte.

## Participaciones en competencias nacionales e internacionales
| PRINCIPALES CARRERAS VERTICALES “CIRCUITO NACIONAL” |                                   |               |                 |         |
| Año                                                 | Carrera                           | Lugar         | Pisos/escalones | Ranking |
| Junio de 2016                                       | Stadium Running UAEM              | Toluca        | 1380 escalones  | 2       |
| Julio de 2016                                       | Towerrunning Trail                | Tlaxcala      | 1400 escalones  | 4       |
| Octubre de 2016                                     | Stairs Up Crown Plaza             | Acapulco      | 28              | 1       |
| Octubre de 2016                                     | Towerrunning Pabellón M           | Monterrey     | 50              | 1       |
| Noviembre de 2016                                   | Carrera Towerrunning Tepozteco    | Tepoztlán     | 1 km/1400/1km   | 4       |
| Diciembre de 2016                                   | Hotel Presidente Intercontinental | Cd. De México | 42              | 1       |
| Marzo de 2017                                       | Challege Torre Latino             | Cd. De México | 42              | 3       |
| Abril de 2017                                       | Reto Torre JV Xalapa              | Veracruz      | 3 km/30         | 3       |
| Julio de 2017                                       | Towerrunning Tlaxcala             | Tlaxcala      | 1400            | 3       |
| Octubre de 2017                                     | Hotel Presidente Intercontinental | Cd. De México | 42              | 1       |
| Octubre de 2017                                     | Carrera vertical Voltaren         | Cd. De México | 37              | 2       |
| Octubre de 2017                                     | Torre KOI                         | Monterrey     | 64              | 3       |
| Diciembre de 2017                                   | Campeonato Nacional WTC           | Cd De México  | 42              | 1       |

| Año               | Carrera                                           | Lugar                    | Distancia                  | Ranking |
| 2016 diciembre    | Campeonato Panamericano Ascenso Torre Colpatria   | Bogotá/ Colombia         | 50 pisos                   | 9       |
| 2017 mayo         | Subida Vertical Gran Hotel Bali                   | Benidorm/ España         | 52 pisos                   | 5       |
| 2017 septiembre   | Grand Prix Europeo                                | Viena, Burno, Bratislava | 50/38/31                   | 4       |
| Noviembre de 2017 | Sky Rise Chicago Willis Tower                     | Chicago/USA              | 105 pisos                  | 2       |
| Noviembre de 2017 | Shanghái Tower IVM Maratón Vertical Internacional | Shanghái/China           | 119 pisos                  | 4       |
| Diciembre de 2017 | Torre Colpatria                                   | Bogotá/ Colombia         | 50 pisos                   | 8       |
| Enero de 2018     | Vert Mile                                         | Dallas/Texas             | 50 pisos x 12 repeticiones | 5       |
| Enero de 2018     | Sprint                                            | Dallas/Verical           | 50 pisos                   | 2 cat   |
| Febrero de 2018   | Empire State Building                             | New York/USA             | 86 pisos                   | 4       |
| Febrero de 2018   | Renaissance Tower                                 | Dallas/USA               | 53                         | 1       |
| Febrero de 2018   | Stratosphere Tower                                | Las Vegas/USA            | 108                        | 5       |
| Marzo de 2018     | "La Verticale" Torre Eiffel                       |                          |                            |         |